# Campionati del mondo Ironman del 2012
L'edizione dei Campionati del Mondo di Ironman del 2012 si è tenuta in data 13 ottobre a Kailua-Kona, Hawaii.
Tra gli uomini ha vinto l'australiano Pete Jacobs, mentre tra le donne si è laureata campionessa del mondo "ironman" la britannica Leanda Cave.
Si è trattata della 36ª edizione dei campionati mondiali di ironman, che si tengono annualmente dal 1978 con una competizione addizionale che si è svolta nel 1982. I campionati sono organizzati dalla World Triathlon Corporation (WTC).

## Ironman Hawaii - Classifica

### Uomini
| Pos. | Tempo   | Nome                | Paese       | Ripartizione tempi | Ripartizione tempi | Ripartizione tempi | Ripartizione tempi | Ripartizione tempi |
| Pos. | Tempo   | Nome                | Paese       | Nuoto              | T1                 | Bici               | T2                 | Corsa              |
| ---- | ------- | ------------------- | ----------- | ------------------ | ------------------ | ------------------ | ------------------ | ------------------ |
|      | 8:18:37 | Pete Jacobs         | Australia   | 51:28              | 1:49               | 4:35:15            | 2:02               | 2:48:06            |
|      | 8:23:40 | Andreas Raelert     | Germania    | 55:17              | 1:53               | 4:36:34            | 2:33               | 2:47:24            |
|      | 8:24:09 | Frederik Van Lierde | Belgio      | 51:36              | 2:01               | 4:35:25            | 2:19               | 2:52:50            |
| 4    | 8:27:08 | Sebastian Kienle    | Germania    | 55:21              | 1:56               | 4:33:23            | 2:05               | 2:54:25            |
| 5    | 8:28:33 | Faris Al-Sultan     | Germania    | 51:39              | 1:45               | 4:35:53            | 2:27               | 2:56:50            |
| 6    | 8:30:57 | Timo Bracht         | Germania    | 53:45              | 2:05               | 4:37:17            | 2:15               | 2:55:37            |
| 7    | 8:31:45 | Andy Potts          | Stati Uniti | 50:32              | 1:41               | 4:43:52            | 2:22               | 2:53:18            |
| 8    | 8:33:28 | Timothy O'Donnell   | Stati Uniti | 51:37              | 1:34               | 4:44:16            | 2:04               | 2:53:59            |
| 9    | 8:35:02 | David Dellow        | Australia   | 51:33              | 1:44               | 4:40:28            | 2:16               | 2:59:03            |
| 10   | 8:36:21 | Dirk Bockel         | Lussemburgo | 52:30              | 1:48               | 4:34:17            | 2:01               | 3:05:48            |

### Donne
| Pos. | Tempo   | Nome             | Paese         | Ripartizione tempi | Ripartizione tempi | Ripartizione tempi | Ripartizione tempi | Ripartizione tempi |
| Pos. | Tempo   | Nome             | Paese         | Nuoto              | T1                 | Bici               | T2                 | Corsa              |
| ---- | ------- | ---------------- | ------------- | ------------------ | ------------------ | ------------------ | ------------------ | ------------------ |
|      | 9:15:54 | Leanda Cave      | Regno Unito   | 56:03              | 2:09               | 5:12:06            | 2:25               | 3:03:13            |
|      | 9:16:58 | Caroline Steffen | Svizzera      | 57:37              | 1:48               | 5:06:49            | 2:37               | 3:08:09            |
|      | 9:21:41 | Mirinda Carfrae  | Australia     | 1:00:06            | 1:56               | 5:12:18            | 2:19               | 3:05:04            |
| 4    | 9:22:45 | Sonja Tajsich    | Germania      | 1:10:36            | 2:03               | 5:07:58            | 2:43               | 2:59:27            |
| 5    | 9:22:57 | Mary Beth Ellis  | Stati Uniti   | 56:06              | 1:59               | 5:08:06            | 6:18               | 3:10:30            |
| 6    | 9:26:25 | Natascha Badmann | Svizzera      | 1:06:21            | 2:24               | 5:06:07            | 2:15               | 3:09:19            |
| 7    | 9:28:54 | Gina Crawford    | Nuova Zelanda | 55:59              | 2:45               | 5:21:31            | 2:25               | 3:06:16            |
| 8    | 9:32:18 | Linsey Corbin    | Stati Uniti   | 1:02:53            | 2:06               | 5:16:55            | 2:31               | 3:07:55            |
| 9    | 9:36:18 | Caitlin Snow     | Stati Uniti   | 57:43              | 2:14               | 5:30:48            | 2:28               | 3:03:07            |
| 10   | 9:38:15 | Amy Marsh        | Stati Uniti   | 56:08              | 1:53               | 5:16:37            | 3:12               | 3:20:27            |

## Gare di qualifica
Per poter gareggiare all'Ironman Hawaii del 2012, gli atleti dovranno ottenere una delle qualifiche messe in palio nelle gare Ironman sparse per il mondo e in alcune competizioni Ironman 70.3 selezionate. Un certo numero di slot viene messo a disposizione dei residenti alle Hawaii o attraverso una lotteria o mediante un'asta di beneficenza pubblicata su eBay. La World Triathlon Corporation può, inoltre, invitare direttamente alcuni atleti.
Per triatleti professionisti, la stagione dei Campionati del 2012 è il secondo anno in cui viene stabilito un sistema a punti che determina quali atleti si potranno qualificare alla gara dei Campionati del mondo di Ironman. Per qualificarsi, i punti vengono attribuiti ad ogni competizione dalla WTC su quelle gare selezionate nel corso dell'anno su distanza Ironman e Ironman 70.3.
Alla fine di ogni anno, i primi 50 professionisti uomini e le prime 30 professioniste donne nella classifica a punti si qualificano per la gara di Kona alle Hawaii. I Campioni del mondo delle precedenti edizioni si qualificano automaticamente alla gara valida per i campionati del mondo, per un periodo di cinque anni dalla loro performance vincente, a condizione che si trovino a competere in almeno una gara su distanza Ironman durante l'anno di qualifica.
La serie di gare Ironman nel 2012 consiste in 28 competizioni, oltre alla gara dei Campionati del mondo dell'anno precedente (2011) - che garantisce essa stessa un certo numero di slot per i Campionati del mondo dell'anno 2012.

## Ironman - Risultati della serie

### Uomini
| Evento                  | Oro                 | Tempo   | Argento              | Tempo   | Bronzo               | Tempo   |
| Wales                   | Jérémy Jurkiewicz   | 9:04:20 | Aaron Farlow         | 9:04:25 | Bruno Clerbout       | 9:07:59 |
| Wisconsin               | Ezequiel Morales    | 8:45:18 | Stefan Schmid        | 8:57:51 | Mac Brown            | 9:08:14 |
| Hawaii 2011             | Craig Alexander     | 8:03:56 | Pete Jacobs          | 8:09:11 | Andreas Raelert      | 8:11:07 |
| Florida                 | Ronnie Schildknecht | 7:59:42 | Maxim Kriat          | 8:10:43 | Justin Daerr         | 8:18:02 |
| Arizona                 | Eneko Llanos        | 7:59:38 | Paul Amey            | 8:01:29 | Viktor Zyemtsev      | 8:14:36 |
| Cozumel                 | Michael Lovato      | 8:23:52 | Patrick Evoe         | 8:30:36 | Alejandro Santamaria | 8:32:50 |
| Australia Occidentale   | Timo Bracht         | 8:12:39 | Clayton Fettell      | 8:19:02 | Jason Shortis        | 8:27:31 |
| New Zealand*            | Marino Vanhoenacker | 3:55:03 | Timothy Reed         | 3:55:51 | Cameron Brown        | 3:56:38 |
| Asia Pacific            | Craig Alexander     | 7:57:44 | Cameron Brown        | 8:00:12 | Frederik Van Lierde  | 8:01:26 |
| South Africa            | Clemente Alonso     | 8:34:45 | Cyril Viennot        | 8:41:48 | Mike Aigroz          | 8:46:04 |
| St. George              | Ben Hoffmann        | 9:07:04 | Maik Twelsiek        | 9:25:58 | Axel Zeebroek        | 9:35:33 |
| Australia               | Paul Ambrose        | 8:17:38 | Tim Berkel           | 8:21:11 | Jason Shortis        | 8:40:02 |
| Lanzarote               | Victor Del Corral   | 8:44:39 | Stephen Bayliss      | 8:53:37 | Sérgio Marques       | 9:02:58 |
| Texas                   | Jordan Rapp         | 8:10:44 | Justin Daerr         | 8:22:15 | Mathias Hecht        | 8:22:58 |
| Brazil                  | Ezequiel Morales    | 8:22:40 | Santiago Ascenço     | 8:25:31 | Igor Amorelli        | 8:27:56 |
| Cairns                  | David Dellow        | 8:15:04 | Cameron Brown        | 8:22:21 | Jimmy Johnsen        | 8:29:36 |
| Regensburg              | Dirk Bockel         | 8:11:59 | Michael Raelert      | 8:18:53 | Mike Schifferle      | 8:36:53 |
| France                  | Frederik Van Lierde | 8:21:51 | Paul Amey            | 8:42:48 | François Chabaud     | 8:45:23 |
| Coeur d'Alene           | Viktor Zyemtsev     | 8:32:29 | Timothy O'Donnell    | 8:41:36 | Matthew Russell      | 8:52:00 |
| Austria                 | Faris Al-Sultan     | 8:11:41 | Daniel Fontana       | 8:20:28 | Pedro Gomes          | 8:26:30 |
| European                | Marino Vanhoenacker | 8:03:31 | Sebastian Kienle     | 8:09:55 | Clemente Alonso      | 8:14:04 |
| Switzerland             | Ronnie Schildknecht | 8:17:13 | Jan Van Berkel       | 8:32:27 | Mathias Hecht        | 8:42:08 |
| UK                      | Daniel Halksworth   | 8:55:11 | Fraser Cartmell      | 9:07:00 | Paul Hawkins         | 9:10:50 |
| Lake Placid             | Andy Potts          | 8:25:07 | Peter Jacobs         | 8:56:49 | Romain Guillaume     | 8:08:57 |
| Ironman US Championship | Jordan Rapp         | 8:11:18 | Maxim Kriat          | 8:24:32 | Jozsef Major         | 8:27:00 |
| Ironman Sweden          | Jan Raphael         | 8:04:01 | Dorian Wagner        | 8:08:06 | Horst Reichel        | 8:10:12 |
| Ironman Mont Tremblant  | Romain Guillaume    | 8:40:48 | Alejandro Santamaria | 8:46:58 | Matthew Russel       | 8:48:12 |
| Ironman Louisville      | Patrick Evoe        | 8:42:44 | Chris McDonald       | 8:52:59 | Thomas Gerlach       | 9:02:42 |
| Ironman Canada          | Matthew Russell     | 8:48:30 | Olly Piggin          | 8:54:17 | Christian Brader     | 8:58:59 |

### Donne
| Evento                  | Oro                 | Tempo    | Argento            | Tempo    | Bronzo              | Tempo    |
| Wales                   | Kristin Moeller     | 10:01:19 | Anja Ippach        | 10:15:58 | Stefanie Adam       | 10:40:58 |
| Wisconsin               | Jessica Jacobs      | 9:41:03  | Meredith Kessler   | 9:50:45  | Whitney Garcia      | 10:03:53 |
| Hawaii 2011             | Chrissie Wellington | 8:55:08  | Mirinda Carfrae    | 8:57:57  | Leanda Cave         | 9:03:29  |
| Florida                 | Jessica Jacobs      | 8:55:10  | Mackenzie Madison  | 9:10:21  | Sofie Goos          | 9:22:21  |
| Arizona                 | Leanda Cave         | 8:49:00  | Linsey Corbin      | 8:54:33  | Meredith Kessler    | 9:00:14  |
| Cozumel                 | Simone Benz         | 9:14:08  | Sonja Tajsich      | 9:23:15  | Sophie De Groote    | 9:26:07  |
| Australia Occidentale   | Michelle Bremer     | 9:25:38  | Michelle Mitchell  | 9:28:07  | Carrie Lester       | 9:32:44  |
| New Zealand*            | Meredith Kessler    | 4:22:46  | Kate Bevilaqua     | 4:30:37  | Joanna Lawn         | 4:30:40  |
| Asia Pacific            | Caroline Steffen    | 8:34:51  | Rachel Joyce       | 8:46:09  | Mirinda Carfrae     | 9:04:00  |
| South Africa            | Natascha Badmann    | 9:47:10  | Simone Brändli     | 9:52:26  | Diane Riesler       | 10:01:14 |
| St. George              | Meredith Kessler    | 10:12:59 | Jessie Donovan     | 10:37:30 | Danielle Kehoe      | 10:45:33 |
| Australia               | Michelle Mitchell   | 9:34:57  | Nicole Ward        | 9:44:40  | Hillary Biscay      | 9:58:19  |
| Lanzarote               | Michelle Vesterby   | 9:58:06  | Bella Bayliss      | 10:06:12 | Heleen bij de Vaate | 10:17:33 |
| Texas                   | Mary Beth Ellis     | 8:54:58  | Kim Loeffler       | 9:01:32  | Amy Marsh           | 9:04:00  |
| Brazil                  | Sofie Goos          | 9:17:42  | Caitlin Snow       | 9:20:50  | Vanessa Gianinni    | 9:23:49  |
| Cairns                  | Carrie Lester       | 9:21:00  | Belinda Harper     | 9:22:42  | Candice Hammond     | 9:24:45  |
| Regensburg              | Heidi Sessner       | 9:43:52  | Nicole Bretting    | 9:50:18  | Maria Lemeseva      | 9:52:32  |
| France                  | Tine Deckers        | 9:16:05  | Gina Crawford      | 9:26:25  | Kristin Möller      | 9:37:07  |
| Coeur d'Alene           | Meredith Kessler    | 9:21:44  | Haley Cooper-Scott | 10:01:25 | Whitney Garcia      | 10:01:46 |
| Austria                 | Linsey Corbin       | 9:09:58  | Erika Csomor       | 9:12:09  | Michaela Rudolph    | 9:44:37  |
| European                | Caroline Steffen    | 8:52:33  | Anja Beranek       | 9:05:41  | Corinne Abraham     | 9:21:03  |
| Switzerland             | Erika Csomor        | 9:20:16  | Bella Bayliss      | 9:25:54  | Simone Brändli      | 9:30:58  |
| UK                      | Eimear Mullan       | 10:08:44 | Amanda Stevens     | 10:16:57 | Annett Kamenz       | 10:21:58 |
| Lake Placid             | Jessie Donavan      | 9:47:39  | Jennie Hansen      | 9:56:40  | Jacqui Gordon       | 10:08:28 |
| Ironman US Championship | Mary Beth Ellis     | 9:02:48  | Rebekah Keat       | 9:13:24  | Amy Marsh           | 9:15:57  |
| Ironman Sweden          | Asa Lundstrom       | 9:13:27  | Dana Wagner        | 9:22:32  | Emi Sakai           | 9:34:36  |
| Ironman Mont Tremblant  | Jessie Donavan      | 9:30:46  | Uli Bromme         | 9:42:45  | Rachel Kiers        | 9:49:49  |
| Ironman Louisville      | Bree Wee            | 9:36:27  | Jackie Arendt      | 9:38:14  | Terra Castro        | 9:53:27  |
| Ironman Canada          | Kendra Lee          | 9:44:58  | Gillian Clayton    | 9:46:07  | Karen Thibodeau     | 9:50:52  |

## Calendario competizioni
| Progr. | Data              | Evento                            | Sede                                         | Nazione       |
| ------ | ----------------- | --------------------------------- | -------------------------------------------- | ------------- |
| 1      | 11 settembre 2011 | Ironman Wales                     | Tenby, Pembrokeshire                         | Galles        |
| 2      | 11 settembre 2011 | Ironman Wisconsin                 | Madison, Wisconsin                           | Stati Uniti   |
| 3      | 8 ottobre 2011    | Ironman Hawaii                    | Kailua-Kona, Hawaii                          | Stati Uniti   |
| 4      | 5 novembre 2011   | Ironman Florida                   | Panama City Beach, Florida                   | Stati Uniti   |
| 5      | 20 novembre 2011  | Ironman Arizona                   | Tempe, Arizona                               | Stati Uniti   |
| 6      | 27 novembre 2011  | Ironman Cozumel                   | Cozumel, Quintana Roo                        | Messico       |
| 7      | 4 dicembre 2011   | Ironman Australia Occidentale     | Busselton, Australia Occidentale             | Australia     |
| 8      | 3 marzo 2012      | Ironman New Zealand               | Taupo, Waikato                               | Nuova Zelanda |
| 9      | 25 marzo 2012     | Ironman Asia Pacific Championship | Melbourne, Victoria                          | Australia     |
| 10     | 22 aprile 2012    | Ironman South Africa              | Port Elizabeth, Provincia del Capo Orientale | Sudafrica     |
| 11     | 5 maggio 2012     | Ironman St.George                 | St.George, Utah                              | Stati Uniti   |
| 12     | 6 maggio 2012     | Ironman Australia                 | Port Macquarie, Nuovo Galles del Sud         | Australia     |
| 13     | 19 maggio 2012    | Ironman Lanzarote                 | Puerto del Carmen, Lanzarote                 | Spagna        |
| 14     | 19 maggio 2012    | Ironman Texas                     | The Woodlands, Texas                         | Stati Uniti   |
| 15     | 27 maggio 2012    | Ironman Brazil                    | Florianópolis, Santa Catarina                | Brasile       |
| 16     | 3 giugno 2012     | Ironman Cairns                    | Cairns, Queensland                           | Australia     |
| 17     | 17 giugno 2012    | Ironman Regensburg                | Ratisbona, Baviera                           | Germania      |
| 18     | 24 giugno 2012    | Ironman France                    | Nizza, Costa Azzurra                         | Francia       |
| 19     | 24 giugno 2012    | Ironman Coeur d'Alene             | Coeur d'Alene, Idaho                         | Stati Uniti   |
| 20     | 1º luglio 2012    | Ironman Austria                   | Klagenfurt                                   | Austria       |
| 21     | 8 luglio 2012     | Ironman European Championship     | Francoforte, Assia                           | Germania      |
| 22     | 15 luglio 2012    | Ironman Switzerland               | Zurigo, Canton Zurigo                        | Svizzera      |
| 23     | 22 luglio 2012    | Ironman UK                        | Bolton, Greater Manchester                   | Regno Unito   |
| 24     | 22 luglio 2012    | Ironman Lake Placid               | Lake Placid, New York                        | Stati Uniti   |
| 25     | 8 agosto 2012     | Ironman US Championship           | New York, Stato di New York                  | Stati Uniti   |
| 26     | 18 agosto 2012    | Ironman Sweden                    | Kalmar, Götaland                             | Svezia        |
| 27     | 19 agosto 2012    | Ironman Mont-Tremblant            | Mont-Tremblant, Québec                       | Canada        |
| 28     | 26 agosto 2012    | Ironman Louisville                | Louisville, Kentucky                         | Stati Uniti   |
| 29     | 26 agosto 2012    | Ironman Canada                    | Penticton, Columbia Britannica               | Canada        |

## Medagliere competizioni
| Pos. | Paese         | Oro | Argento | Bronzo |    |
| ---- | ------------- | --- | ------- | ------ | -- |
| 1    | Stati Uniti   | 19  | 15      | 15     | 49 |
| 2    | Australia     | 6   | 11      | 4      | 21 |
| 3    | Svizzera      | 6   | 2       | 5      | 13 |
| 4    | Germania      | 5   | 10      | 6      | 21 |
| 5    | Belgio        | 5   | 0       | 6      | 11 |
| 6    | Regno Unito   | 3   | 7       | 3      | 13 |
| 7    | Spagna        | 3   | 1       | 2      | 6  |
| 8    | Francia       | 2   | 1       | 2      | 5  |
| 9    | Argentina     | 2   | 0       | 0      | 2  |
| 10   | Nuova Zelanda | 1   | 4       | 3      | 8  |
| 11   | Ucraina       | 1   | 2       | 1      | 4  |
| 12   | Ungheria      | 1   | 1       | 0      | 2  |
| 13   | Danimarca     | 1   | 0       | 1      | 2  |
| 14   | Irlanda       | 1   | 0       | 0      | 1  |
| 15   | Lussemburgo   | 1   | 0       | 0      | 1  |
| 16   | Svezia        | 1   | 0       | 0      | 1  |
| 17   | Canada        | 0   | 2       | 2      | 4  |
| 18   | Brasile       | 0   | 1       | 2      | 3  |
| 19   | Italia        | 0   | 1       | 0      | 1  |
| 20   | Portogallo    | 0   | 0       | 2      | 2  |
| 21   | Austria       | 0   | 0       | 1      | 1  |
| 22   | Giappone      | 0   | 0       | 1      | 1  |
| 23   | Paesi Bassi   | 0   | 0       | 1      | 1  |
| 24   | Russia        | 0   | 0       | 1      | 1  |